# Exhumed
Pour les articles homonymes, voir Exhumed (homonymie).
 (juin 2017).
Si vous disposez d'ouvrages ou d'articles de référence ou si vous connaissez des sites web de qualité traitant du thème abordé ici, merci de compléter l'article en donnant les références utiles à sa vérifiabilité et en les liant à la section « Notes et références ».
Exhumed (connu également sous le nom Powerslave aux États-Unis et Seireki 1999: Pharaoh no Fukkatsu au Japon) est un jeu d'action en vue subjective réalisé par Lobotomy Software en 1996. 
Le joueur affronte de nombreux monstres et ennemis dans des niveaux sur le thème de l'Égypte.
Utilisant le même moteur graphique que Duke Nukem 3D, Exhumed transpose l'histoire dans l'Égypte ancienne.
Une version remasterisée et développée par Nightdive Studios, dénommée Powerslave : Exhumed, est prévue pour le 10 février 2022 sur PC.

## Système de jeu

### VersionPC
Exhumed ne propose dans sa version PC que 2 modes graphiques (320 × 200) ou (640 × 400), et son système de sauvegarde est très limité, à la manière de beaucoup de jeux de tir à la première personne sortis originellement sur console. Le jeu ne sauvegarde qu'en début de niveau.

### VersionPC"Exhumed / Powerslave DeHacker patch"
Un patch est disponible (dernière mise jour en 2018) pour personnaliser la résolution graphique (13 modes d'affichages jusqu'à 1600 × 1200), ainsi que des options inédites (run/toujours courir, mouseview/vue vers le haut et le bas avec la souris), strafe/déplacements latéraux et d'autres choix...).
Malheureusement le "bug VESA" (VESA_BIOS_Extensions) avec les cartes graphiques 3dfx Voodoo3 et Intel 855GM est toujours présent (le jeu original démarre en 320x200 jamais au-delà) (la Voodoo3 est connue pour le retrogaming).

### Version PlayStation
L'arsenal de la version PSX comprend dans l'ordre : Machette, Pistolet, Mitrailleuse M-60, Bombes d'Amon, Lance-flammes, Sceptre du cobra, Anneau de Râ, et Bracelet du pouvoir. Seule la machette peut être utilisée indéfiniment. 
Les munitions propres à chaque arme et les bonus de soins médicaux conventionnels sont inexistants dans le jeu, car remplacés par des sphères de "puissance de feu" (pour recharger n'importe quelle arme) et des sphères de "vitalité" (pour restaurer la barre de santé). Ces sphères d'arme ou de santé sont générées aléatoirement (ou pas du tout) après la mort d'un ennemi ou la destruction d'un élément de décor. Elles apparaissent sous deux tailles différentes, et permettent de récupérer soit 1 soit 4 points de santé / munitions jusqu'à atteindre la capacité maximum. Ces sphères ne disparaissent pas dans le temps, et sont soumises à la physique du jeu comme la gravité et la collision avec les éléments du décor. 
Il existe également des "super-sphères" principalement placées à des points clés du jeu, et à des endroits cachés ou difficilement accessibles, permettant de restaurer soit la totalité de la santé, soit la totalité des munitions de l'arme en cours d’utilisation plus 50% des munitions des armes restantes. 
Concernant les monstres, les Terrainian (araignées rouges sauteuses) ont été remplacées par des Scorpions dans la version PSX. Ils utilisent la même animation, la même méthode d'attaque et les mêmes sons que les Terrainian, seule la texture change. 